# Цвєтков Даниїл Ігорович
Даниїл Ігорович Цвєтков (нар. 7 квітня 2002) — український футболіст, півзахисник «Миколаєва», який виступає за «Миколаїв-2».

## Життєпис
Вихованець «Миколаєва», у футболці якого з 2015 по 2019 рік виступав у ДЮФЛУ. Напередодні старту сезону 2020/21 років переведений до «Миколаєва-2», у футболці якого дебютував 28 липня 2019 року 28 липня 2019 року в переможному (2:1) домашньому поєдинку 1-го туру групи Б Другої ліги України проти краматорського «Авангарду». Даниїл вийшов на поле на 73-й хвилині, замінивши Максима Сурженка.